# Амфісс
Амфі́сс (дав.-гр. Ἄμφισσος) — персонаж давньогрецької міфології, цар міста Ети поблизу однойменної гори.
Це місто він побудував на честь його батька Аполлона. Там було збудовано і храм на його честь, який сам бог освятив. На честь німф, до яких належала його мати Дріопа, Амфісс заснував святилище в Дріопіді та ігри, але туди жінок не допускали через їхню балакучість.
Його вітчима Андремона вважали засновником однойменного міста на честь Амфісса в Локриді.